# Arnebia minima
Arnebia minima är en strävbladig växtart som beskrevs av Richard von Wettstein och Otto Stapf. Arnebia minima ingår i släktet Arnebia och familjen strävbladiga växter. Inga underarter finns listade i Catalogue of Life.